# Claude des Portes
Pour l’article ayant un titre homophone, voir Desportes.
 (janvier 2023).
Claude des Portes, né le 4 juillet 1913 au château de Placard à Verdey (Marne) et mort le 17 janvier 2006 à Paris, est un haut fonctionnaire français.

## Biographie

### Jeunesse et études
Il est le fils de Robert des Portes, officier de Marine, et de Adrienne des Portes, née de Baroncelli-Javon. Il a été marié à  Claire Martin et de cette union sont nés 5 enfants: Mireille (1943), Eric (1944-1977), Jean (1946-2009), Dominique (1949), Magali (1951).
Parmi ses ascendants, on compte un contre-amiral (Albert, 1840-1896, père de Robert et de Jean mort pour la France en 1915), et un chevalier de Saint Louis (Antoine, 1676-1756, arrière-arrière grand-père d’Albert).
Claude des Portes est reçu à l'École libre des sciences politiques, dont il est diplômé en 1934. Il reçoit un doctorat en droit en 1937.

### Parcours professionnel
Il prépare le concours de la Cour des comptes, où il est admis en 1938. Il quitte toutefois rapidement cette administration pour devenir intendant régional de la région de Châlons-sur-Marne pour les Affaires économiques (1940- 1943).
A la Libération, il est détaché dans la zone française d'Autriche à la Libération (1945-1947) en qualité de directeur des affaires économiques et financières de la zone. Il part ensuite pour le Maroc, où il est nommé directeur adjoint de cabinet du général Alphonse Juin, résident général au Maroc (1947-1951).
Passées ces quelques années, il revient à Paris comme directeur du cabinet d'Henri Longchambon, secrétaire d'État à la Recherche scientifique et au Progrès technique du gouvernement de Pierre Mendès France (1954-1955).
Il est membre de la Commission de sélection des films français au festival de Cannes, dite Commission chargée de donner son avis sur le choix des films destinés à être présentés officiellement par la France dans les festivals internationaux (1964-1973) avec, notamment, l'écrivain Jean de Baroncelli, fils du réalisateur Jacques de Baroncelli. Il est également ancien administrateur du Centre national de la cinématographie et ancien vice-président du Festival international du film d'expression française à Dinard.
Il devient ensuite président de la Commission des marchés de la RATP. Il est nommé président de la Commission des marchés d'Air France. Il est administrateur d'Air France entre 1981 et 1987.
Conseiller maître honoraire à la Cour des comptes depuis 1983.
Il est capitaine de corvette en réserve.

### Parcours politique
Il est conseiller général honoraire du canton de Sézanne (1955-1967).

## Décorations
- Officier de la Légion d'honneur
- Commandeur de l'ordre national du Mérite
- Commandeur du Ouissam alaouite
- Commandeur de l'Étoile noire
- Commandeur de l'ordre du Nichan Iftikhar
- Chevalier de l'ordre des Palmes académiques
- Chevalier de l'ordre des Arts et des Lettres

## Ouvrage
- (préface d'André Siegfried, dessins de Jak), L'atmosphère des Sciences Po, Paris, Spes, 1935.